# Нікітень
Нікітень, Нікітені (рум. Nichiteni) — село у повіті Ботошані в Румунії. Входить до складу комуни Коцушка.
Село розташоване на відстані 410 км на північ від Бухареста, 41 км на північ від Ботошань, 117 км на північний захід від Ясс.

## Населення
За даними перепису населення 2002 року у селі проживали 664 особи, усі — румуни. Усі жителі села рідною мовою назвали румунську.